# Высокие Дворики
Высокие Дворики — деревня в Серпуховском районе Московской области. Входит в состав Липицкого сельского поселения (до 29 ноября 2006 года входила в состав Лукьяновского сельского округа).

## Население
| 2002 | 2006 | 2010 |
| ---- | ---- | ---- |
| 27   | ↘21  | ↗27  |

## География
Высокие Дворики расположены примерно в 20 км (по шоссе) на юг от Серпухова, на безымянном ручье бассейна реки Скнига (правый приток Оки), высота центра деревни над уровнем моря — 205 м.

## Современное состояние
На 2016 год в деревне 2 улицы — Земляничная и Центральная. Высокие Дворики связано автобусным сообщением с райцентром и соседними населёнными пунктами (автобус № 32).